# Полегенько Дмитро Павлович
Дмитро́ Па́влович Полеге́нько (27 березня 1988 — 18 серпня 2014) — солдат 13-го батальйону територіальної оборони «Чернігів-1» Збройних сил України, учасник російсько-української війни.

## Життєвий шлях
Народився 1988 року в місті Чернігів. Закінчив 9 класів чернігівської ЗОШ, 2005 року — Чернігівський професійний ліцей деревообробної промисловості. Працював складальником меблів у чернігівському будівельному гіпермаркеті «Вена».
Під час Революції гідності неодноразово був на Майдані; після анексії Криму записався добровольцем.
З квітня 2014-го — солдат, стрілець 13-го батальйону територіальної оборони Чернігівської області «Чернігів-1». Загинув 18 серпня 2014-го в бою біля села Макарове Станично-Луганського району — під час обстрілу терористами з реактивної системи залпового вогню «Град» та самохідних артилерійських установок.
Був єдиною дитиною в сім'ї, 2013 року поховав батька.
Похований у Чернігові 21 серпня 2014 року, кладовище «Яцево».

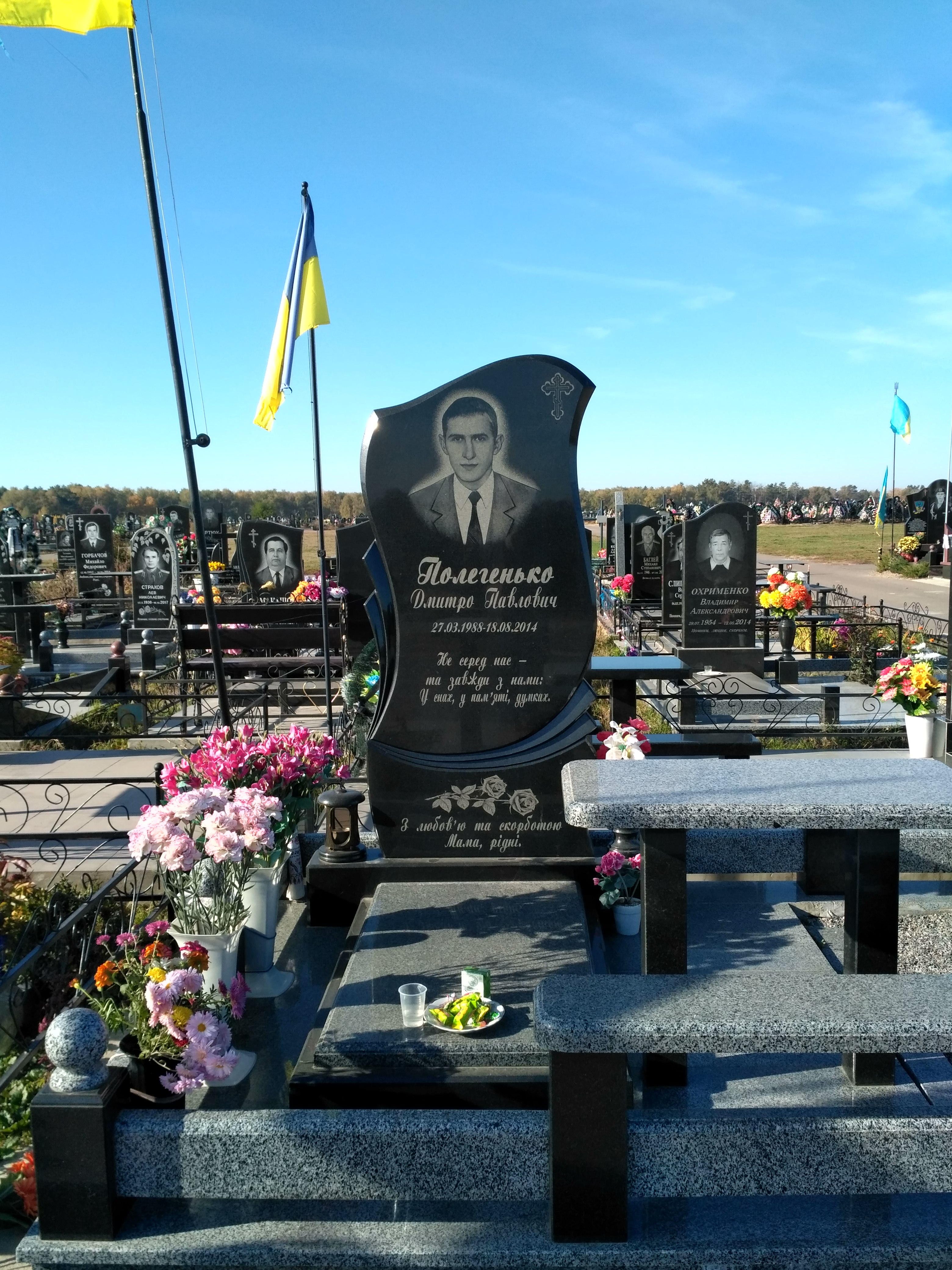
Могила Полегенька Д. П. Кладовище Яцево

Без сина лишилася мама.

## Нагороди та вшанування
За особисту мужність і героїзм, виявлені у захисті державного суверенітету та територіальної цілісності України, вірність військовій присязі під час російсько-української війни, відзначений — нагороджений
- орденом «За мужність» III ступеня (15.5.2015, посмертно)
- У Чернігові, в загальноосвітній школі № 14 (вулиця Текстильників, 30), створено куточок слави Дмитра Полегенька.
- 22 листопада 2016 року на будівлі загальноосвітньої школи № 14 міста Чернігова урочисто відкрили пам'ятну меморіальну дошку Дмитру Полегеньку та Вадиму Лободі
- 20 квітня 2021 року — Почесна відзнака Чернігівської обласної ради «За мужність і вірність Україні»[1].
- Його портрет розміщений на меморіалі «Стіна пам'яті полеглих за Україну» у Києві: секція 3, ряд 1, місце 11.
- Вшановується 18 серпня на щоденному ранковому церемоніалі вшанування українських захисників, які загинули цього дня у різні роки внаслідок російської збройної агресії[2]
- почесний нагрудний знак командира 13-ї ОМПБ (посмертно)[3]